# Macrothemis hosanai
Macrothemis hosanai is een libellensoort uit de familie van de korenbouten (Libellulidae), onderorde echte libellen (Anisoptera).
De wetenschappelijke naam Macrothemis hosanai is voor het eerst geldig gepubliceerd in 1967 door Santos.